# Associazione Calcio Valdagno 1990-1991
Questa voce raccoglie le informazioni riguardanti  l'Associazione Calcio Valdagno nelle competizioni ufficiali della stagione 1990-1991.

## Rosa
| N. |                   | Ruolo | Calciatore               |
| -- | ----------------- | ----- | ------------------------ |
|    | Italia (bandiera) | D     | Michele Albarello        |
|    | Italia (bandiera) | P     | Alessandro Bacchin       |
|    | Italia (bandiera) | P     | Nereo Bonato             |
|    | Italia (bandiera) | D     | Massimo Bovo             |
|    | Italia (bandiera) | C     | Silvio Busato            |
|    | Italia (bandiera) | C     | Massimiliano Dal Compare |
|    | Italia (bandiera) | A     | Paolo Grigoletto         |
|    | Italia (bandiera) | C     | Gianpaolo Lazzarotto     |
|    | Italia (bandiera) | C     | Salvatore Mantovani      |
|    | Italia (bandiera) | D     | Christian Maraner        |

| N. |                   | Ruolo | Calciatore        |
| -- | ----------------- | ----- | ----------------- |
|    | Italia (bandiera) | D     | Mauro Mattiello   |
|    | Italia (bandiera) | C     | Stefano Perin     |
|    | Italia (bandiera) | D     | Roberto Perlotto  |
|    | Italia (bandiera) | A     | Dino Piccoli      |
|    | Italia (bandiera) | D     | Claudio Pierluigi |
|    | Italia (bandiera) | C     | Kristian Rigatti  |
|    | Italia (bandiera) | C     | Andrea Sambugaro  |
|    | Italia (bandiera) | A     | Dante Tamagnini   |
|    | Italia (bandiera) | A     | Giampietro Zanaga |